# Évolution de la reproduction sexuée
L'évolution de la reproduction sexuée est une discipline scientifique de la biologie évolutive qui examine comment et pourquoi la reproduction sexuée est apparue et s'est diversifiée parmi les organismes vivants. Elle s'inscrit dans l'histoire évolutive du vivant et repose sur un modèle explicatif des changements survenus au sein du vivant depuis l'origine de la vie, de générations en générations, en s'appuyant sur l'histoire de la pensée évolutionniste, en particulier sur les divers concepts de la « théorie de l'évolution » tels que le darwinisme et l'évolution.
L'origine de la reproduction sexuée remonte au Précambrien avec les premiers organismes eucaryotes ; sa datation « exacte » demeure incertaine – de même que pour l'origine de la vie, voir fossiles les plus anciens – bien que deux datations approximatives soient avancées selon les sources : 2 milliards d'années ou 1,2 milliard d'années. Depuis lors, la reproduction sexuelle a évolué pour devenir le mode de reproduction dominant chez les eucaryotes, incluant les Plantes, les Animaux et les Champignons. Les mécanismes de la reproduction sexuée, tels que la méiose et la fécondation, ainsi que les stratégies de reproduction variées, comme l'hermaphrodisme, la parthénogenèse et la reproduction biparentale, montrent une diversité et complexité du vivant.
Contrairement à la reproduction asexuée, où un seul individu peut produire une progéniture qui lui sera génétiquement identique, la reproduction sexuée – exclusive aux eucaryotes — implique une recombinaison génétique, c'est-à-dire que la progéniture hérite de caractères des parents de sexe différents. Ce processus introduit une « variabilité génétique » de parents à enfants, c'est-à-dire une divergence génétique des individus engendrés de générations en générations depuis un ancêtre commun, une spéciation – formation de nouvelles espèces depuis le même ancêtre, une diversification et un brassage génétique des individus.
Les avantages évolutifs (dont sélectifs) de la reproduction sexuelle incluent la promotion de la diversité génétique, qui permet une meilleure réponse aux pressions environnementales et une résistance accrue aux maladies. Cependant, elle comporte également des coûts (en), tels que la nécessité de trouver un partenaire et le fait que seule la moitié des descendants d'un individu transmettent ses gènes.
Ainsi, l'évolution de la reproduction sexuée joue un rôle clé dans la compréhension de l'adaptation (dont la sélection naturelle) et l'évolution des espèces ainsi que dans la compréhension de l'eucaryogenèse (en), c'est-à-dire l'évolution d'un même ancêtre eucaryote (last eukaryotic common ancestor, LECA) à tous les êtres vivants eucaryotes et aussi l'évolution du dernier ancêtre commun universel (last universal common ancestor, LUCA) à tous les êtres vivants.